# Остермер
Остермер (нід. Oostermeer, фриз. Eastermar) — село в нідерландській провінції Фрисландія. Входить до муніципалітету Тіцьєркстерадел. Його населення станом на 2017 рік складало 1575 осіб.

## Галерея

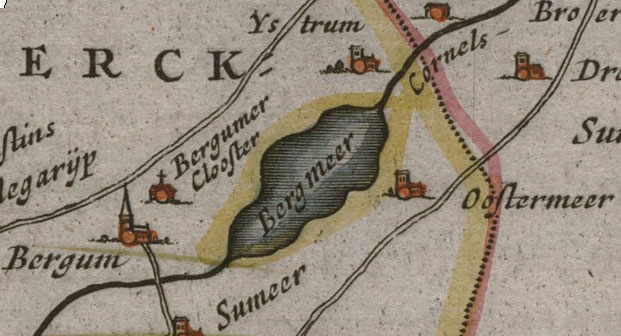
Село на мапі в атласі 1630-х років
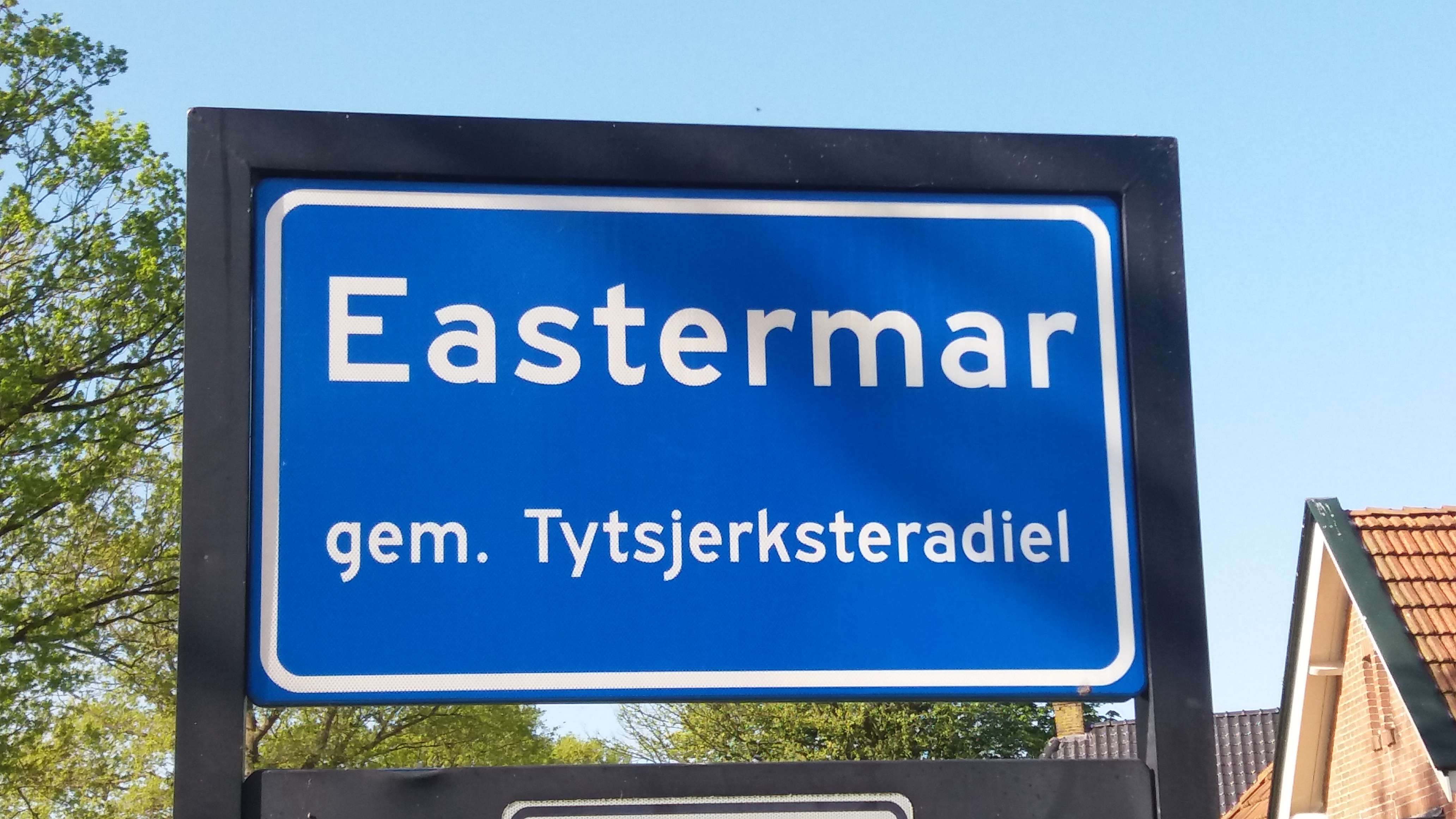
Знак на в'їзді до села